# Miha Avanzo
Miha Avanzo, slovenski pesnik in prevajalec, * 28. januar 1949, Ljubljana.

## Življenje
Po končani osnovni šoli (Osnovna šola Frana Levstika – njegova učiteljica je bila pisateljica Branka Jurca - in kasneje Osnovna šola Mirana Jarca) in gimnaziji Bežigrad je študiral angleščino in slovenščino na Filozofski fakulteti v Ljubljani.
Avanzo, anglist, pesnik in prevajalec, se je lotil prevajanja že kot srednješolec, ko je prevajal pesmi iz učnega programa angleščine. Kasneje je začel prevajati dela ameriških avtorjev, kot so Charles Bukowski, William S. Burroughs, William Blake, Sylvia Plath, Williams Carlos in drugi. Ukvarja se z urednikovanjem, prevajanjem in pisanjem.
Od leta 1976 je bil zaposlen v raznih slovenskih oglaševalskih agencijah, od leta 1997 dalje pa je svobodni književnik in prevajalec. 
Prevaja tako ameriško, kakor tudi angleško prozo in poezijo.

## Delo
Objavil je tri pesniške zbirke: Pravica skazica (1973), Deklice (1975), Marnje (1978), ter s Francijem Zagoričnikom sestavil antologijo 125 pesmi (izbor Tribuninega pesništva 1965 - 1970). Za njegove pesmi so značilni motivi iz vsakdanjega življenja, hudomušna erotika in motiv pesniškega ustvarjanja. Urejal je nekaj antologij in priloge  Mladine (Mlada pota, Tribuna in Problemi); v letih 1981-83 je bil glavni urednik.
V Slovenijo je uvedel pesniške plakate. Sam je ustvaril dva, in sicer Kako napišeš pesmico leta 1973 in Mija, Katja, Dragana, vsi leta 1975. Pesem iz zbirke Pravica skazica z naslovom Kako napišeš pesmico je objavljena tudi v Berilu za 8. razred osnovne šole. Sestavil je Antologijo ameriške poezije 20. stoletja in prevedel mnogo knjig.

## Priznanja in nagrade
Ko je bil zaposlen pri oglaševalski agenciji Pristop, je leta 1996 dobil Zlato pero v kategoriji publikacije za priročnik Nekaj nasvetov za prijazno uporabo mobitela.
Leta 1999 je izšel tudi njegov prevod romana Buda iz predmestja angleškega pisca Hanifa Kureishija, za katerega je leta 2001 dobil Sovretovo nagrado.